# Austrothelphusa insularis
Austrothelphusa insularis is een krabbensoort uit de familie van de Gecarcinucidae. De wetenschappelijke naam van de soort is voor het eerst geldig gepubliceerd in 1919 door Colosi.